# Nicolae Neagoe
Nicolae Neagoe   (Sinaia, 2 d'agost de 1941 - 29 d'abril de 2023) fou un pilot de bob romanès que va competir durant les dècades de 1960 i 1970.
El 1968 va prendre part en els Jocs Olímpics d'Hivern de Grenoble, on va disputar les dues proves del programa de bob. Fent parella amb Ion Panturu va guanyar la medalla de bronze en la prova de bobs a dos, mentre en la de bobs a quatre fou quart.
En el seu palmarès també destaquen sis medalles al Campionat d'Europa de bob, una d'or el 1967.